# Hobberdy Dick – Der kleine Hauself
Hobberdy Dick – Der kleine Hauself (japanisch 妖精ディック Yōsei Dikku [= Dick]) ist eine japanische Anime-Fernsehserie, die 1992 erstausgestrahlt wurde.

## Handlung
Der Elf Hobberdy Dick lebt in einem 300 Jahre alten Herrenhaus namens Widford Manor und wacht dort als Schutzgeist des Hauses. Da das Haus allerdings leer steht, fühlt er sich oft einsam und allein. Eines Tages taucht jedoch ein Käufer im Keller auf und eine Familie zieht kurz darauf ein. Von nun an geht es so chaotisch in dem Haus zu wie der Elf es mag. Als Schutzengel hat er aber auch die Aufgabe, die Kinder vor dem Bösen zu beschützen. Nach einiger Zeit zieht außerdem die neue Zofe Anne Secker ein, die Hobberdy schon kannte, als sie kleines Mädchen gewesen war. Die beiden bekommen es dabei oft mit merkwürdigen Gespenstern und anderen Gestalten zu tun, welche sich allerdings meistens als freundlich erweisen. Dies ändert sich jedoch, als eines Tages die Mutter der Finsternis auftaucht und sich, wegen eines lange zurückliegenden Verbrechens, an der Familie Secker rächen will. Da Anne unschuldig ist, versucht Hobberdy sie mit all seinen Kräften und Verbündeten aus dem Feenland vor der Rache der Hexe zu beschützen.

## Produktion und Veröffentlichung
Die Serie wurde von Grouper Productions, Marubeni und Zuiyo Eizō in Japan unter der Regie von Masami Hata produziert. Dabei sind 26 Folgen mit einer durchschnittlichen Länge von 20 Minuten entstanden. Vorlage war Katharine Mary Briggs’ Buch Hobberdy Dick (1955). Erstmals wurde die Serie am 7. Juni 1992 auf NHK ausgestrahlt. Die deutsche Erstausstrahlung fand am 19. Januar 1995 auf Kabel 1 statt. Weitere Wiederholungen erfolgten ebenfalls auf Junior.

## Musik
Die Musik in der Serie wurde von Osamu Tezuka konzipiert. Das Opening Odoro Odoro no Yōsei Dance wurde von Ryusei Nakao und das Ending I’ll be home von Mitsuko Horie gesungen. Die englische Version des Vorspanns Hobberdy Dick wurde außerdem von kindkind und Rod Anderson gesungen.

## Episodenliste
1. Der Haushelf
2. Ein unbequemer Hausgeist
3. Die neuen Bewohner
4. Die Waldgeister
5. Unerwarteter Besuch
6. Anne kehrt zurück
7. Annes neues Leben
8. Die Zauberfläschchen
9. Das Geheimnis der Kammer
10. Malkins Fluch
11. Die Feenkönigin
12. Elfenzauber an Weihnachten
13. Die Mutter der Finsternis – Teil 1
14. Die Mutter der Finsternis – Teil 2
15. Ein wichtiger Brief
16. Der Gänsefederzauber
17. Ein seltsamer Begleiter
18. Der Geist des Geldverleihers
19. Ein unglücklicher Elf
20. Der Zorn der Elfen
21. Auf der Suche nach dem Feenland
22. Das Unwetter
23. Der Winterelf
24. Brot für einen Geist
25. Die Hexe Malkin
26. Mit vereinten Kräften